# Leyes de Clarke
Las tres leyes de Clarke son tres adagios formulados por el escritor británico de ciencia ficción Arthur C. Clarke (1917-2008), de las cuales la tercera ley es la más conocida y la más citada. Forman parte de sus ideas en sus extensos escritos sobre el futuro.
Estas llamadas leyes son:
1. Cuando un científico distinguido pero de edad avanzada afirma que algo es posible, es casi seguro que tiene razón. Cuando afirma que algo es imposible, es casi seguro que está equivocado.
2. La única forma de descubrir los límites de lo posible es aventurarse un poco más allá de ellos hacia lo imposible.
3. Cualquier tecnología lo suficientemente avanzada es indistinguible de la magia.

## Orígenes
Un relato afirmó que las «leyes» de Clarke se desarrollaron después de que el editor de sus obras en francés comenzara a enumerar las afirmaciones del autor.
Las tres leyes aparecen en el ensayo de Clarke «Los peligros de la profecía: el fracaso de la imaginación», publicado por primera vez en Profiles of the future (1962).
Sin embargo, no se publicaron al mismo tiempo. La primera ley de Clarke fue propuesta en la primera edición del ensayo, como «ley de Clarke» en Profiles of the future.
La segunda ley se ofrece como una simple observación en el mismo ensayo, pero su estatus como segunda ley de Clarke fue conferida por otros. Inicialmente fue un derivado de la primera ley y formalmente se convirtió en la segunda ley de Clarke, donde el autor propuso la tercera ley en la revisión de 1973 de Perfiles del futuro, que incluía un reconocimiento.
También fue aquí donde Clarke escribió sobre la tercera ley con estas palabras: «Como tres leyes eran suficientemente buenas para Newton, he decidido modestamente detenerme allí».
La tercera ley, a pesar de ser la última de una década, es la más conocida y la más citada. Aparece sólo en la revisión de 1973 del ensayo Los peligros de la profecía.
En 1952, Isaac Asimov (1920-1992) en su libro Fundación e Imperio (parte 1.1 «Search for magicians») escribió una frase similar «...un público desinformado tiende a confundir la erudición con los magos...»

También se hace eco de una declaración en una historia de 1942 de Leigh Brackett: «Brujería para los ignorantes,... ciencia simple para los eruditos».
Incluso ejemplos anteriores de este sentimiento se pueden encontrar en Wild Talents (1932) de Charles Fort: «Una actuación que algún día puede considerarse comprensible, pero que, en estos tiempos primitivos, trasciende lo que se dice que es lo conocido que es lo que quiero decir con magia», y en el cuento El sabueso de la muerte (1933) de Agatha Christie: «Lo sobrenatural es sólo la naturaleza cuyas leyes aún no se comprenden». La novela de Virginia Woolf de 1928 Orlando: a biography compara explícitamente la tecnología avanzada con la magia:

Luego subió al ascensor, por la buena razón de que la puerta estaba abierta; y fue disparado suavemente hacia arriba. El mismo tejido de la vida ahora, pensó mientras se levantaba, es mágico. En el siglo XVIII sabíamos cómo se hacía todo; pero aquí me elevo por el aire; Escucho voces en América; Veo hombres volando, pero no puedo ni empezar a preguntarme cómo se hace. Entonces mi fe en la magia regresa.

Clarke dio un ejemplo de la tercera ley cuando dijo que si bien «habría creído a cualquiera que le dijera en 1962 que algún día existiría un objeto del tamaño de un libro capaz de guardar el contenido de una biblioteca entera, nunca habría aceptado que el mismo dispositivo pudiera encontrar una página o una palabra en un segundo y luego convertirlo a cualquier tipo de letra y tamaño, desde Albertus Extra Bold hasta Zurich Calligraphic», refiriéndose a su recuerdo de «ver y oír máquinas de linotipia que lentamente convirtieron plomo fundido en portadas que requirieron de dos hombres para levantarlas».

## Variantes de la tercera ley
La tercera ley ha inspirado muchas variaciones y hasta parodias:
- Cualquier inteligencia extraterrestre suficientemente avanzada es indistinguible de Dios (última ley de Shermer).[8][9]
- Cualquier acto de benevolencia suficientemente avanzado es indistinguible de la malevolencia (refiriéndose a la inteligencia artificial).[10]
- Las siguientes dos variantes son muy similares y combinan la tercera ley con la navaja de Hanlon.
  - Cualquier desorientación suficientemente avanzada es indistinguible de la malicia (ley de Clark).[11]
  - Cualquier incompetencia suficientemente avanzada es indistinguible de la malicia (ley de Grey).[8]
- Cualquier trol lo suficientemente avanzado es indistinguible de un chiflado genuino o los puntos de vista de incluso el fanático más extremo son indistinguibles de la sátira suficientemente avanzada (ley de Poe).
- Cualquier tecnología lo suficientemente avanzada es indistinguible de una demostración manipulada.[12]
- Cualquier idea suficientemente avanzada se distingue de un mero encantamiento mágico siempre que la primera se presente como una prueba matemática, verificable por matemáticos suficientemente competentes.[13]
- Cualquier investigación suficientemente cutre es indistinguible del fraude (Andrew Gelman).[14]

Una contraposición de la tercera ley es la sugiente:
- Cualquier tecnología distinguible de la magia no es lo suficientemente avanzada (corolario de Gehm).[15]

La tercera ley se ha invertido para los universos ficticios que involucran magia:
- «¡Cualquier magia suficientemente analizada es indistinguible de la ciencia!»[16][17] o «cualquier magia suficientemente arcana es indistinguible de la tecnología».[18]

En el webcómic Freefall se ofrece una refutación a la ambigua parte «suficientemente avanzada»:
- «Cualquier tecnología, no importa cuán primitiva sea, es mágica para quienes no la entienden».[19]

## Corolarios
Corolario de Isaac Asimov a la primera ley de Clarke:

Sin embargo, cuando el público lego se manifiesta en torno a una idea que es denunciada por científicos distinguidos pero ancianos y apoya esa idea con gran fervor y emoción, los científicos distinguidos pero ancianos están, después de todo, probablemente en lo correcto.
Asimov (1977).